# Rajczyn
Rajczyn (niem. Rayschen) – wieś w Polsce położona w województwie dolnośląskim, w powiecie wołowskim, w gminie Wińsko.
W latach 1975–1998 miejscowość administracyjnie należała do województwa wrocławskiego.
W pobliżu wsi, choć formalnie na terenie Gryżyce był przystanek kolejowy Rajczyn.